# Melittidae
Dikpootbijen zijn een familie vliesvleugeligen (Hymenoptera). De familie bestaat uit ongeveer 187 soorten.

## Geslachten
(Indicatie van aantallen soorten per geslacht tussen haakjes)
- Afrodasypoda (1)
- Ceratomonia (1)
- Dasypoda (Pluimvoetbijen) (38)
- Eremaphanta (9)
- Haplomelitta (6)
- Hesperapis (37)
- Macropis (Slobkousbijen) (16)
- Meganomia Cockerell, 1909 (4)
- Melitta (Dikpootbijen) (44)
- Promelitta (1)
- Pseudophilanthus (4)
- Rediviva (22)
- Redivivoides (1)
- Samba (1)
- Uromonia (2)